# 熊本市立城南小学校
熊本市立城南小学校（くまもとしりつ じょうなんしょうがっこう）は、熊本県熊本市南区南高江四丁目にある公立小学校。

## 沿革
- 1979年（昭和54年）8月 - 日吉小学校内に分校設立期成会が発足。
- 1981年（昭和56年）
  - 6月 - 新設校準備委員会設置。
  - 8月 - 熊本市南高江町に学校敷地造成。
- 1982年（昭和57年）
  - 2月 - 校舎建築開始。
  - 3月 - 校名を「熊本市立城南小学校」と決定。
  - 4月1日 - 熊本市立日吉小学校、熊本市立川尻小学校より分離し開校。ただし、統合校舎は完成しておらず、旧日吉小学校を仮校舎とし、旧日吉小学校を日吉教室、旧川尻小学校を川尻教室とした（名目上の統合）。
  - 9月x日 - 校舎・体育館が完成。
  - 9月22日 - 現在地に移転し、日吉・川尻両教室を併合（名実共完全統合）。

### この節の出典
- 学校沿革（城南小学校ホームページ内）

## クラブ活動

### 運動部
- サッカー部
- ミニバスケットボール部

### 文化部
- 音楽部

## アクセス
- 九州産交バス「南部まちづくりセンター前」バス停から、徒歩約685m・約11分（最短距離移動した場合・直線距離は約360mと近いが道路の関係で遠回りとなる）。